# Cinque Ranghi
I Cinque Ranghi consistono in un poema di cinque stanze che descrive gli stadi di un Risveglio nella pratica del Buddhismo Zen.
Il poema esprime l'interdipendenza della Dottrina delle Due Verità (Assoluta e Relativa) e del Non-Dualismo tipico del Buddhismo Mahāyāna.

## Origini
I Cinque Ranghi sono citati nello Hokyozanmai. 
Quest'opera viene attribuita al monaco cinese Dongshan Liangjie (in giapponese: Tōzan Ryōkai), che visse durante la fine della Dinastia Tang. 
Gli insegnamenti dei Cinque Ranghi possono essere stati ispirati dal Sandokai, attribuito a Shitou Xiqian (石頭希遷 giapp: Sekito Kisen).
I Cinque Ranghi rappresentano un'opera molto importante sia per la scuola Soto, importati da Gasan Joseki in Giappone, che per la scuola Rinzai, dove vennero integrati da Hakuin Ekaku nel proprio sistema di koan.

## Contenuto dell'opera
I Cinque Ranghi sono stati riportati con due traduzioni dell'originale cinese: una di Miura e Sasaki a sinistra, e l'altra di Thomas Cleary sulla destra. Segue un commento e un'analisi di ogni strofa:

### I: Il Relativo nell'Assoluto
prima che appaia la luna,

non ci meravigliamo di incontrare noi stessi.

Non ci riconosciamo !

Nel mio cuore è ancora amata

la bellezza dei giorni passati.
»
all'inizio della notte,

prima che la luna sia chiara,

non rimanere stupito

se, incontrandoti, non ti riconosci;

ancora nascosta, dentro al tuo cuore

vi è la bellezza dei giorni passati»
Questo grado descrive la prima visione (Kenshō) dell'Assoluto o della natura vacua di ogni cosa (Śūnyatā)..
Lo studioso Heinrich Dumoulin descrive così il primo livello di realizzazione: "tutti i diversi fenomeni e gli eveni, nella loro essenza, hanno una medesima natura, senza forma e vuota. La vacuità è spoglia di qualsiasi elemento soggettivo".
Secondo il maestroHakuin, questo è solo l'inizio della realizzazione dello Zen, ma può essere una trappola per coloro che prendono l'assoluto come loro destinazione finale: "Sebbene, finché sei nascosto in un posto sperduto, dove c'è una quiete assoluta e nulla da fare, tutto possa essere perfettamente chiaro, non appena entrerai in contatto con varie circostanze mondane, con tutto il loro clamore e le emozioni che portano, sarai inerme, assediato da una moltitudine di miserie"

### II: L'assoluto dentro il Relativo
incontra sé stessa in un vecchio specchio.

Distingue chiaramente un volto,

ma non riesce a riconoscersi del tutto.

Peccato! Con una mente confusa,

tenta ancora di riconoscere il suo stesso riflesso!»
si imbatte in uno specchio antico;

vede chiaramente il suo volto-

non esiste un'altra realtà.

Nonostante ciò, ella confonde ancora

il suo riflesso con la sua testa»
Il secondo rango descrive il riconoscimento dell'Assoluto "nel mezzo della varietà delle diverse circostanze in azione; riesci a vedere ogni cosa davanti ai tuoi occhi come il tuo stesso volto originario, come se stessi guardando la tua faccia allo specchio".
Diversamente dalla visione del primo rango, che può essere facilmente disturbata, il secondo rango porta ad una grande costanza di fronte alle distrazioni. Ad ogni modo, vedere l'Assoluto nel relativo non influisce nell'atteggiamento con cui ci si rapporta con gli altri. Hakuin spiega che a questo punto "non si ha familiarità con la condotta di un Bodhisattva, e tantomeno si comprendono le condizioni causali della Terra Pura. Sebbene si abbia una chiara comprensione della saggezza autentica ed universale (Prajñā), ciò non permettere di risplendere di fronte alla Saggezza Meravigliosa che comprende la compenetrazione dei molteplici fenomeni" "

### III: Venire da dentro l'Assoluto
che porta fuori dalla polvere del mondo.

Anche se osservi il tabù

del nome dell'attuale imperatore,

supererai in eloquenza chi, un tempo,

mise a tacere ogni lingua.
»
fuori dalla polvere;

ora sii in grado di evitare di violare

il nome che è attualmente proibito

e supererai

l'eloquenza del passato

che zittì ogni lingua.»
Questo rango descrive il comportamento di un illuminato: "Gli esseri illuminati non dimorano nello stato che hanno realizzato: dall'oceano della semplicità, essi diffondono una compassione incondizionata".

### IV: Arrivo ad una reciproca integrazione
non serve ritirarsi.

Il maestro di spada

è come il loto che sboccia tra le fiamme.

Un uomo simile ha in sé stesso

uno spirito che si eleva al cielo.»
non serve scappare;

un esperto è simile

ad un loto nel fuoco-

si distingue uno spirito

che sorge spontaneamente.»
Il quarto rango descrive "il bodhisattva dallo spirito indomabile".
Questa figura esprime un atteggiamento potente ed illuminato. "Questo è ciò che si chiama essere sulla strada senza mai tornare a casa, e lasciare la casa senza essere su una strada. Forse si tratta di una persona ordinaria? Si tratta di un saggio? Demoni ed estranei non possono distinguere una persona del genere; neanche Buddha e maestri Zen possono fare nulla"..
Ma neanche questo può essere considerato "un luogo dove sedere in pace [...] devi sapere che esiste un altro grado, un ottenimento in entrambi"

### V: Raggiungere l'unità
Chi cade dentro ciò che né è né non è!

Tutti gli uomini vogliono lasciare

le faccende di una vita ordinaria.

Ma egli, dopo tutto, ritorna indietro

a sedersi tra i carboni e le ceneri.»
tra essere e non essere,

chi può osare raggiungerti ?

Tutti vogliono lasciare

le faccende quotidiane,

ma ad un'ultima analisi

torni indietro

a sederti tra le ceneri.»
Il quinto rango descrive "la tranquilla maturità della consapevolezza". 
Secondo lo studioso Sekida, questo grado è descritto nel caso 13 del Mumonkan:
Seppõ lo incontrò e gli chiese: "Dove stai andando con le tue ciotole? La campana non ha suonato, e neppure il tamburo". Tokusan si girò e tornò indietro nella sua stanza.

Seppõ riferì questo a Gantõ, che riconobbe: "Tokusan è un maestro rinomato, ma non conosce l'ultima parola."

Tokusan ne venne informato e mandò il suo attendente a chiamargli Ganto. "Non mi approvi?" gli chiese.

Gantõ gli bisbigliò il significato.

Tokusan, al momento, non gli disse nulla, ma il giorno successivo salì sul podio e che stupore! Era davvero diverso dal solito!

Gantõ, andando verso l'altro lato della sala, applaudì e ridendo forte disse: "Congratulazioni!Il nostro vecchio ha ottenuto l'ultima parola!"

D'ora in poi, nessuno in tutto il paese potrà sopraffarlo!"»

## Interazione di Assoluto e Relativo
Quando il buddhismo venne introdotto in Cina, la Dottrina delle Due Verità divenne un punto di dibattito. Il pensiero cinese si riferiva a due "verità ontologiche"; la verità esiste in due livelli: uno relativo ed uno assoluto.. Le dottrine della Natura di Buddha e della vacuità sono state intese come simili al concetto di Dao e del wu-wei, il "non-essere" taoista. Furono necessari alcuni secoli al mondo dell'Impero di Mezzo per capire che la vacuità buddhista aveva un significato ben diverso.
Nella scuola Madyamaka le due verità sono "verità epistemologiche": due modi differenti di guardare alla realtà. I sutra della Prajnaparamita e della tradizione Madhyamaka enfatizzano la non-dualità di forma e vuoto: forma è vuoto, vuoto e forma, come afferma il sutra del cuore.
La realtà ultima nel Madyaaka afferma che ogni cosa è vuota, formata da un'essenza intrinseca immutabile. La Vacuità stessa è inoltre "vuota", 'la vacuità della vacuità'. Ciò significa che la Sunyata in sé non costituisce un'ultima essenza o una realtà autentica
Basandosi sulla loro comprensione del Mahāyāna Mahāparinirvāṇasūtra, i pensatori cinesi supposero che l'insegnamento della Natura di Buddha fosse, come affermato nel testo, l'insegnamento finale del Buddhismo, e che vi fosse una verità essenziale oltre la Sunyata e le due verità. L'idea che la realtà ultima fosse presente nel mondo ordinario della realtà relativa si fuse con la cultura cinese, che enfatizzava un ruolo della religione nella società e nella realtà mondana. Ma questo non spiegava come l'Assoluto fosse presente nel mondo relativo:
Questa domanda trova una risposta appunto nel percorso conoscitivo dei Cinque Ranghi e delle Icone del bue.

### Ulteriori letture
- Ross Bolleter, Dongshan's Five Ranks: Keys to Enlightenment, Simon and Schuster, 2014.